# 雅洛比魏爾湖

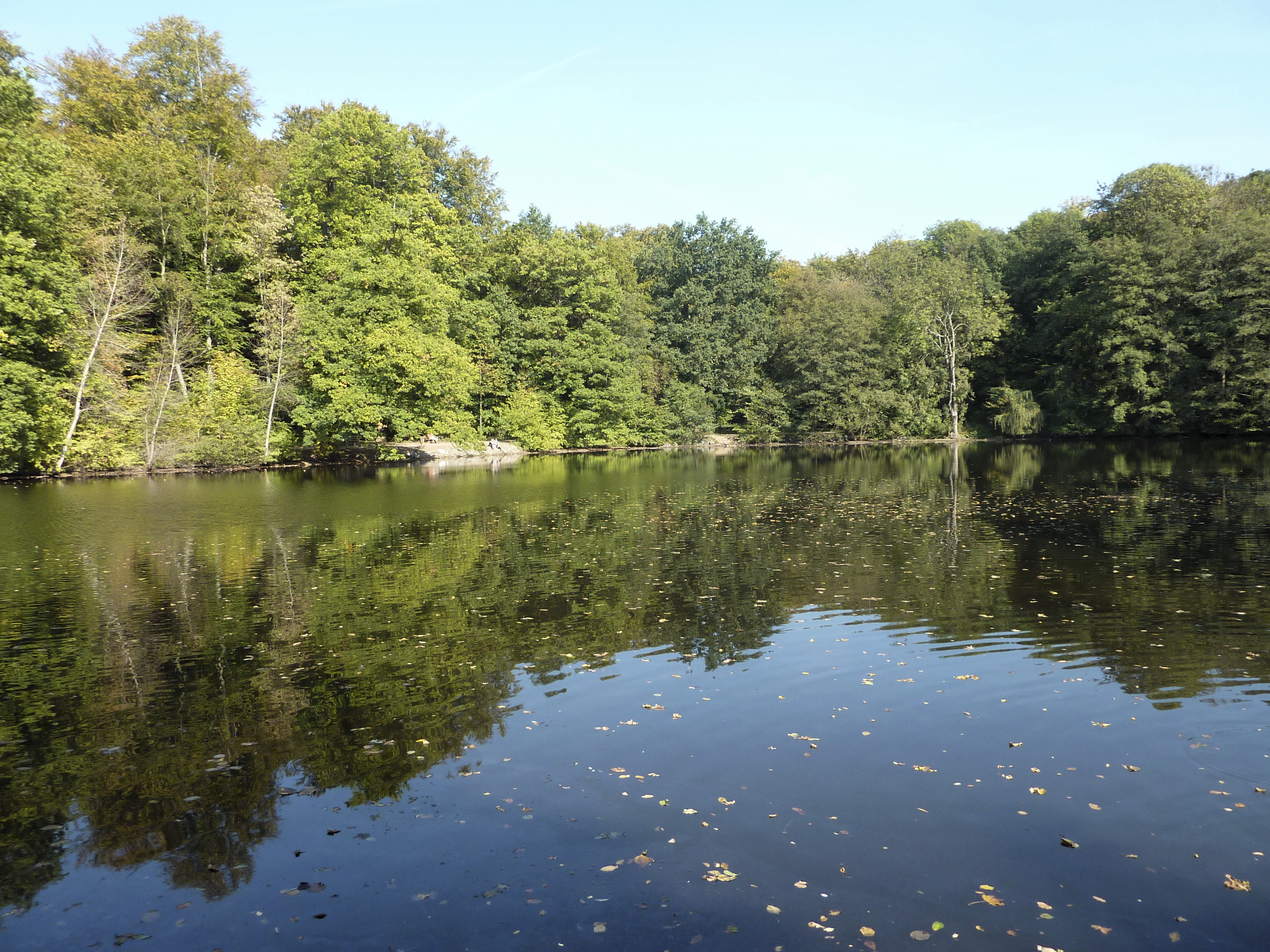

50°04′11″N 8°41′08″E / 50.06979°N 8.68552°E
雅洛比魏爾湖（德語：Jacobiweiher），是德國的湖泊，位於該國中部，由黑森州負責管轄，處於美因河畔法蘭克福，落成於1931年，長0.9公里、寬0.2公里，面積為0.06平方公里。